# Sinodendron
Sinodendron (лат.) — род жуков из семейства Рогачи (Lucanidae).

## Характерные особенности
Тело сильно выпуклое, цилиндрической формы. Глаза цельные, не разделенные щечными выступами. Верхние челюсти у самца и самки не различаются по длине. Половой диморфизм проявляется только в строении рога на голове: у самца рог крупный, развит на вершине наличника, у самки — небольшой, развит на лобном шве.

## Систематика и виды
В роде описано 4 видов.
- Рогачик однорогий (Sinodendron cylindricum) (Linnaeus, 1758)
- Sinodendron persicum Reitter, 1902
- Sinodendron rugosum Mannerheim, 1843
- Sinodendron yunnanense Král, 1994